# Volcán Concepción
El volcán Concepción es uno de los dos volcanes de la isla de Ometepe, en el Lago Cocibolca, en el departamento de Rivas, Nicaragua. El otro es el Maderas.
Tiene 1610 metros de altura sobre el nivel del mar y es el más perfecto cono volcánico del país; aunque su amplia base está ocupada por cultivos y áreas boscosas, sus laderas y cumbres están desnudas por las escorias rojizas y lavas formando túmulos, resultado de sus recientes erupciones. Originalmente se llamaba Omeyatecigua, pero en la época de la conquista en el siglo XVI, los frailes franciscanos lo bautizaron así por la Inmaculada Concepción de la Virgen María.
Sus erupciones, aunque bastante frecuentes no han sido muy violentas; casi todas son de tipo explosivo y la ceniza volcánica ha caído sobre los pequeños pueblos al oeste de la isla y los situados más allá del lago, en el istmo de Rivas; sin embargo sobre las faldas se reconocen correntadas de lava de antiguas erupciones de los siglos pasados. En 1957 hizo erupción la cual de noche parecía juegos pirotécnicos y más recientemente en los años 2006 y 2007 el Concepción entró en pequeñas erupciones, sin mayores daños, la lluvia de ceniza llegó hasta Rivas.

## Reserva natural
El área protegida comprende las faldas del volcán Concepción, iniciándose arriba de los 850 metros sobre el nivel del mar. Dentro del área protegida solo hay arena volcánica, por un error notorio en la definición de los límites se dejó la curva de nivel de los 800 m s. n. m. como límite inferior. Las áreas boscosas que deben ser objeto de conservación inician a partir de los 500 metros o más abajo, por lo que se requiere una revisión urgente de esta situación en vista que los peligros de deslizamiento de esta arena volcánica son inminentes.

## Servicios ambientales
El Concepción, al igual que el Momotombo, son los únicos conos perfectos entre los volcanes nicaragüenses, complementando las bellezas de los lagos a cuyos pies se levantan. Este cono fotogénico está circunvalado por una carretera de todo tiempo, lo cual permite admirarlo desde todos los ángulos y desde casi todos los lugares de la isla (cuando no queda oculto tras el Maderas). La presencia de otros escenarios en Ometepe ofrece oportunidades interesantes para el desarrollo del ecorecreación y para las investigaciones geológicas y arqueológicas en la isla.

## Condiciones geológicas
Durante muchos años el volcán estuvo tranquilo, pero a partir de 1883 inició una serie de erupciones espaciadas, con proyección de cenizas y lavas, la última de las cuales bajó por las laderas del volcán en 1957.
Existe un peligro potencial de una erupción del volcán y la proyección de cenizas en dirección oeste, así como de emisión de coladas de lavas que pongan en peligro a los pueblos vecinos. Una amenaza real es la erosión de la inclinada ladera sur del volcán, donde un sismo o una temporada de lluvias pudieran provocar una avalancha de rocas y lodo en dirección a la población de San José del Sur.

## Condiciones edafológicas
Los suelos alrededor del volcán Concepción son de los más fértiles que se puedan encontrar en el país, por lo cual han sido aprovechados para cultivos como tabaco, plátanos, frutales y granos básicos, especialmente aquellos de carácter franco arenosos situados en el municipio de Moyogalpa. 

## Condiciones climáticas
La precipitación pluvial anual promedia entre los 1,300 mm³ en Moyogalpa y 1,600 mm³ en Altagracia. Sobre la ladera oriental del volcán, la humedad se condensa y la vegetación asciende a mayor altura. Los vientos alisios son especialmente fuertes en los meses de enero y febrero.
La temperatura anual en la base del volcán es de unos 27° centígrados y disminuye aproximadamente en un grado por cada 150 metros de elevación.

## Aspectos ecológicos

### Zonas Climáticas
En el área se determinó la existencia de dos zonas climáticas: a) Subtropical transición a húmedo y b) Montano transición a húmedo. 

### Vegetación
La cumbre propiamente dicha está desprovista de vegetación debido a los gases que continuamente se desprenden del cráter, los cuales con la humedad que se condensa en la cumbre forma niebla ácida que evita el desarrollo de todo tipo de vegetación.
"En la parte media de la ladera oriental de este volcán, arriba de los 1000 msnm se presenta una especie de la gunnera, una planta con enormes hojas donde aloja en simbiosis un alga verdeazul que probablemente provea de nitrógeno a la planta."
La gunneria o paragüita, es una gutífera de origen sudamericano que alcanza su máximo rango norte en la ladera oriental del volcán, conformando una especie de bosque enano húmedo subtropical.
En la parte baja de las colada de lava que se proyecta hacia el sudeste, cerca del poblado de Altagracia se observaron las especies arbóreas de jiñocuajo, madroño, matapalo, pochote, jobo, laurel, melero, cortés, vainillo, cornizuelo, poroporo, sardinillo, lagarto, pellejo de toro, hule, guachipilín, talchocote, guácimo de ternera, mora, chilamate, guayabón, uva de montaña, cedro real, anona, nancite, achiote montero, limoncillo, iril, roble (macuelizo), cedro macho, clusia, sonzapote.
Entre las especies herbáceas se observaron: canilla de venado, quesillo, dos tipos de guates (heliconia y calathea), anillito, enredadera de hoja de corazón, mata de piedra, santa maría (o anisillo), tres especies de piperáceas, hoja de cera y dos peromia, una de ellas rastrera, dos tipos de begonias (B. plebejum y otra cuya hoja verdes tienen forma de alas de ángel), flor azulita, hoja chigüe, una especie de adiantum, tres especies de orquídeas: epífita cattasetum, terrestre habenaria y otra especie, selaginella, manito, mozote de caballo. A orillas de la laguna de Charco Verde existen poponjoche, helequeme cresta de gallo, anona de río y coyolito.

## Fauna
La fauna del volcán no alcanza el límite inferior de la reserva (850 metros) por estar este límite dentro de la zona árida del cono. No obstante, en la parte inferior del volcán se aloja fauna perteneciente al bosque seco tropical, salvo por la mayoría de los carnívoros que parecen estar ausentes de la isla. (Bovallius en el siglo pasado descubrió un leoncillo o jagouarundi). Esto confirma el origen relativamente nuevo, geológicamente hablando, de la isla, cuya fauna seguramente introdujeron los indígenas precolombinos para su propio provecho y otra arribó en vegetación flotante desprendida de las costas de Chontales. 
También existen monos congos y cariblancos, sahínos y venados. No se han descubiertos reptiles ponzoñosos en la isla de Ometepe, salvo una pequeña coral que resultó ser una subespecie emparentada con los Micrurus de Chontales. 
Entre la avifauna abunda una hermosa subespecie de urraca Calocitta formosa. En la época migratoria se observan muchas aves acuáticas en los pantanales del istmo de Istián.
Todas las especies de peces de agua dulce del lago de Cocibolca se pescan alrededor de la isla.
En el área de Charco Verde se observan patos aguja, patos chanchos, garzas blancas, molleras y pardas.

## Población y uso de los recursos naturales

### Población
Toda la isla de Ometepe tiene 276 km² y 36,000 habitantes distribuidos en dos municipios: Moyogalpa y Altagracia. Dentro de la zona protegida no hay pobladores ni ninguna actividad económica, ni infraestructura, ni servicios de ningún tipo, por su condición volcánica.
Los núcleos de población más cercanos a la zona son: Moyogalpa, San Marcos, La Flor, Altagracia, Urbaite y Sintiope

### Uso actual del suelo
Los diferentes usos del suelo tanto en el área protegida como los cinco kilómetros de la zona adicional de estudio analizada se presenta el siguiente cuadro.

Accesibilidad, infraestructura y servicios
La zona se encuentra ubicada en la isla de Ometepe. Para llegar a ella se puede embarcar en el puerto de San Jorge, en Rivas, y desembarcar en Moyogalpa, a través del servicio diario de transbordador.
Partiendo desde Moyogalpa se puede dar vuelta alrededor de la base del volcán Concepción, pero la única forma de ascender por el cono es a pie a través de las coladas de lava que se proyectan hasta orillas de la carretera.
En el sector del istmo de Istián hay un complejo hospedero privada de diferentes propietarios donde se alquilan caballos y bicicletas a los paseantes. También ofrecen baquianos o guías para ascender a los volcanes o ir a lugares de interés ecológico o arqueológico. 
Amenazas a la integridad de la zona protegida
Los principales problemas y amenazas para la conservación de la reserva natural pueden resumirse en la siguiente forma:
Recursos Naturales: Amenaza latente de desarborización de la zona. Por tanto, la arborización prevendría aludes a las comunidades aledañas que con frecuencia ocurren alrededor del volcán. 
Vulnerabilidad: Existe un peligro potencial de una erupción del volcán y la expulsión de cenizas en dirección oeste, así como la emisión de coladas de lavas que pongan en peligro a los pueblos vecinos. Una amenaza real es la erosión de la inclinada ladera sureña del volcán, donde un sismo o un temporal pudieran provocar un alud de piedras y lodo en dirección a las poblaciones ubicadas al sur de éste.
Hay una capacidad limitada para evacuar a los 36.000 de la isla en caso de una severa erupción volcánica.

## Potencial del área

### Biodiversidad
En el área han sido determinadas por diferentes estudios y observaciones de campo un total de 55 especies identificadas de las cuales el 69% son de flora y 31% pertenecen a la fauna, en el cuadro se detallan las diferentes clases más representativas. 

### Paisajes
Un escenario lacustre en los alrededores, con hermosas playas y excelente pesca. Variadas costas (arenosas y rocosas), marjales (Istián) y lagunetas (Charco Verde).
Un bosque seco tropical con transición a subtropical donde se deben buscar organismos en proceso de especiación, dado el persistente aislamiento insular, así como varias asociaciones en sucesión ecológica que crecen sobre estratos rocosos de diferentes edades.

### Potencial del uso del suelo para la conservación
En el cuadro se presenta el análisis del uso actual versus diversidad de hábitat y encontramos que el 95.5% del área protegida se encuentra con un nivel de intervención mínimo y con aptitudes para la conservación de la biodiversidad. Un 4.5% es utilizado para actividades agropecuarias y forestales y un 4.4% que se encuentra con una vegetación arbustiva y que si es manejada adecuadamente sería recuperable para el resurgimiento del bosque.